# Can Pau Xic
Can Pau Xic és una masia d'Espinelves (Osona) inclosa a l'Inventari del Patrimoni Arquitectònic de Catalunya.

## Descripció
Edifici civil. Masia de planta rectangular (9 x 4 m), coberta a dues vessants i amb el carener paral·lel a la façana, situada a migdia. Consta de planta baixa i un pis. La façana sud està pràcticament enderrocada, només resten en peu la de llevant i la nord. La vessant de coberta d'aquest sector només té un metre d'ample, el mur és cec i el terraplè dona directament al primer pis.
S'observen les parets externes de pedra basta unida amb morter i els enguixats dels interiors.
La casa està envoltada de plantacions d'avets excepte a la part nord, on hi ha una pista que condueix a una altra casa.
Adossat a la façana oest sembla que hi havia hagut un cobert però està completament enrunat.
L'estat de conservació és dolent.

## Història
Masia situada al veïnat de França. No es té cap dada documental que permeti datar l'època de construcció de l'edifici, però a jutjar per les característiques tipològiques i la zona on està ubicada podem suposar que fou construïda entre els segles XVII i XVIII, moment en què s'expandí el municipi i es creà el veïnat de França.